# ساريب مستدير الأوراق
ساريب مستدير الأوراق (الاسم العلمي: Saribus rotundifolius) هو نوع من النباتات يتبع جنس الساريب من الفصيلة الفوفلية.